# Elizabeth Kekaaniau
Elizabeth Keka'aniau La'anui Pratt, de son nom complet Elizabeth Keka'aniauokalani Kalaninuiohilaukapu Kekaikuihala La'anui Pratt  (née le 11 septembre 1834 et morte le 20 décembre 1928), est une grande cheffe hawaïenne (ali'i (en)), arrière-petite-fille de Kalokuokamaile (en) et arrière-petite-nièce de Kamehameha Ier, fondateur du royaume d'Hawaï. Elle est la fille de Gideon Peleʻioholani Laʻanui et Theresa Owana Kaheiheimalie Rives.
Dès son plus jeune âge, Keka'aniau est choisie pour fréquenter la Chiefs' Children's School (rebaptisée plus tard Royal School) afin d'y recevoir l'enseignement des missionnaires américains. Elle est déclarée éligible à la succession au trône hawaïen par le roi Kamehameha III. Elle épouse l'homme d'affaires américain Franklin Seaver Pratt et devient connue sous le nom de Madame Pratt. Cinq de ses camarades de classe deviennent les monarques régnants d'Hawaï jusqu'au renversement du royaume d'Hawaï en 1893. En 1920, elle écrit History of Keoua Kalanikupuapa-i-nui: Father of Hawaii Kings, and His Descendants, un livre sur son ancêtre Keōua (en) et ses descendants, y compris sa propre branche de la famille et la maison Kamehameha. Survivant à tous ses camarades de rang royal, elle est le dernier membre de l'École royale.

## Biographie

### Jeunesse et éducation
La grande cheffe Elizabeth Kekaʻaniauokalani Kalaninuiohilaukapu Kekaikuihala Laʻanui nait le 11 septembre 1834 dans sa maison familiale à Waialua. Ses parents sont Gideon Peleʻioholani Laʻanui et Theresa Owana Kaheiheimalie Rives. Elle reçoit le nom d'Elizabeth en l'honneur de Kaʻahumanu qui adopte sa mère et est baptisée avec ce nom. Ka'ahumanu est l'épouse préférée de Kamehameha I et la co-dirigeante du royaume sous le titre de Kuhina Nui (en). Elle est également l'homonyme de Kekaikuihala II, la sœur aînée de son père,. Son jeune frère Gideon Kailipalaki Laanui nait en 1840, et malgré le traitement médical du médecin missionnaire Gerrit P. Judd, leur mère décède deux mois plus tard des suites de complications liées à l'accouchement. La'anui se marie plus tard le 9 juillet 1842 avec Amelia Puohu, qui devint la belle-mère des enfants,,,.

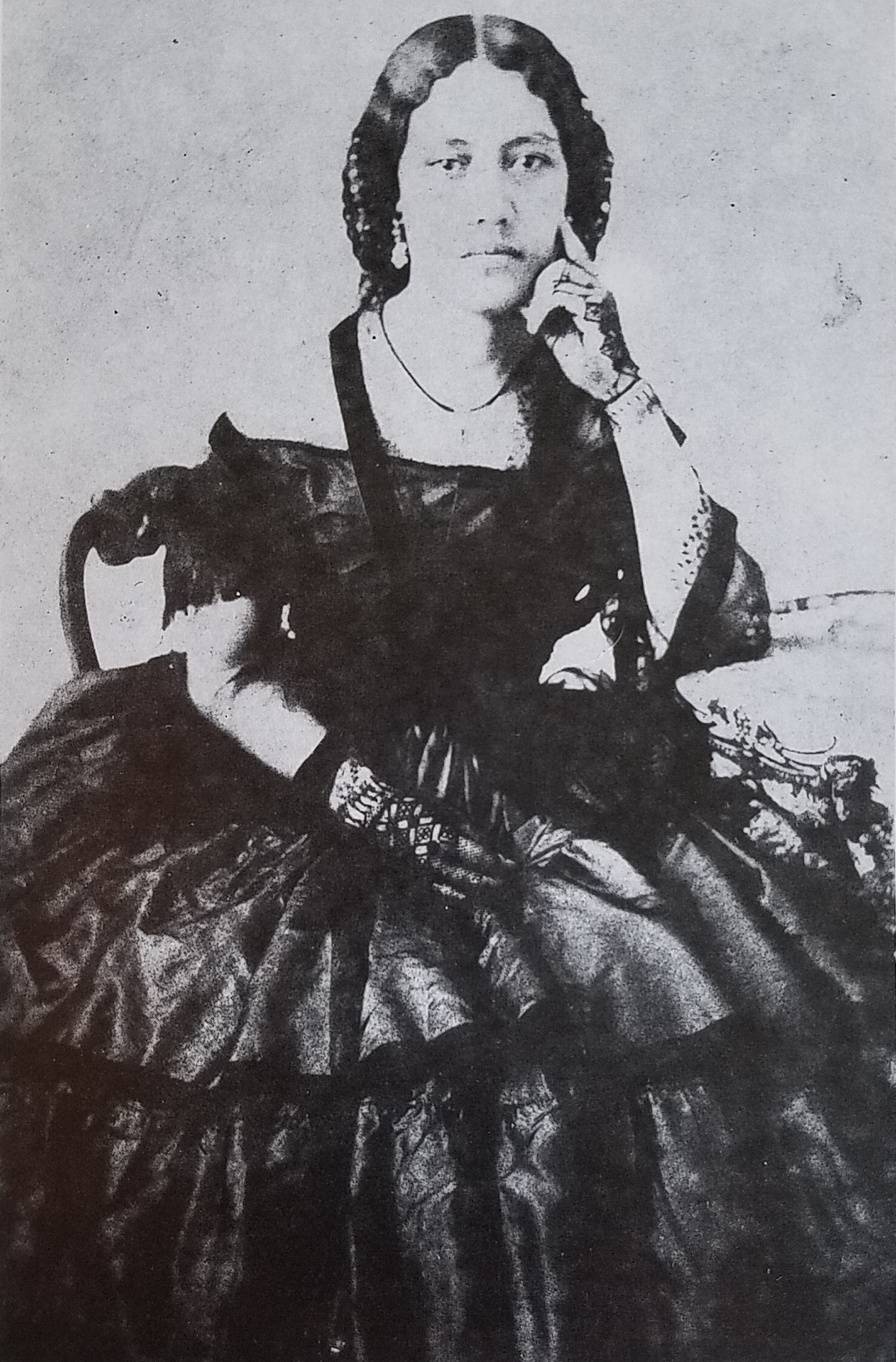
Elizabeth Keka'aniau en jeune femme, photographie de Henry L. Chase

Sa famille appartient à la classe ali'i (en) de la noblesse hawaïenne et descend de la maison régnante de Kamehameha, partageant une descendance commune depuis l'ali'i Keōua Kalanikupuapa'īkalaninui Ahilapalapa (en) du début du XVIIIe siècle. Du côté de son père, Keka'aniau est une arrière-petite-fille de Kalokuokamaile (en), un demi-frère aîné de Kamehameha I. Tous deux sont fils de Keōua susmentionné. En raison de ce lien familial, son père Laʻanui échappe au massacre de Pu'ukohola Neiau (en) à Kawaihae en 1791 où Kamehameha I vainc et sacrifie son adversaire Keōua Kūʻahuʻula dans le processus d'unification des îles hawaïennes. Sa mère Owana est la fille du secrétaire français de Kamehameha II, Jean Baptiste Rives, et une parente de Ka'ahumanu par l'intermédiaire de sa mère Holau II, qui est hānai (adoptée) par la reine. Également grâce au premier mariage de son père avec Namahana Piʻia, Kekaʻaniau est la belle-nièce de Kaʻahumanu,,. Elle est d'origine française pour un quart et pour les trois quarts d'origine hawaïenne.
Dès son plus jeune âge, Keka'aniau est placée à la Chiefs' Children's School (Royal School), une école pour l'élite royale et les enfants du plus haut rang éligibles pour devenir dirigeants. Avec ses autres camarades de classe, elle est choisie par Kamehameha III pour être éligible au trône du royaume d'Hawaï. Sur les seize enfants de l'école, cinq de ses cousins régneront en tant que monarques du royaume,,,. Appelée Lizzy ou Lizzie par ses camarades de classe, elle est instruite par le couple missionnaire Juliette Montague Cooke et Amos Starr Cooke (en). En classe, les élèves sont séparés selon leur âge et leur niveau de scolarité. Elle est membre de la classe de niveau senior,. Lors de leur procession dominicale vers l'église, alors qu'il est d'usage que les garçons et les filles marchent côte à côte, elle marche aux côtés de James Kaliokalani (en), le frère aîné des futurs monarques Kalākaua et Liliʻuokalani,.
Au cours de leurs années d'étude, Keka'aniau développe une relation étroite avec ses cousines Emma (qui épouse Kamehameha IV et devient reine consort) et Bernice Pauahi Bishop, qui fonde ensuite les écoles Kamehameha (en). Elle est l'une des rares invitées au mariage de Bernice Pauahi avec l'homme d'affaires américain Charles Reed Bishop (en) en 1850, qui se déroule contre la volonté des parents de Pauahi, et elle devient également plus tard demoiselle d'honneur de la reine Emma lors de son mariage royal en 1856. Elle est également l'une des demoiselles d'honneur lors du mariage de Liliʻuokalani et John Owen Dominis en 1862. Keka'aniau fait partie de la jeune élite sociale active dans les cours royales de Kamehameha IV et de son successeur Kamehameha V. Lors d'occasions formelles, elle sert comme dame d'honneur de la reine Emma,.

### Mariage
Keka'aniau épouse Franklin Seaver Pratt (1829-1894) le 27 avril 1864. Le mariage a lieu à la résidence de la mariée et le révérend Eli S. Corwin, pasteur de l'église (congrégationaliste) de Fort Street, préside la cérémonie,. Selon l'opinion contemporaine, elle est « connue comme l'une des femmes les plus brillantes et les plus cultivées d'Honolulu » et « devient sa fidèle compagne et son aide » après leur mariage. Originaire de Boston, Massachusetts et citoyen naturalisé du royaume, Franklin Pratt est un homme d'affaires respecté et propriétaire d'une plantation de canne à sucre qui occupe plusieurs postes judiciaires et gouvernementaux dans la monarchie, notamment celui de colonel d'état-major de Kamehameha V, membre du Conseil privé de la reine Lili'uokalani, registraire des comptes publics et consul général d'Hawaï à San Francisco. Cependant, selon l'historien James L. Haley (en), il est maintenu à la périphérie du pouvoir.
Les Pratt n'ont pas d'enfants, bien qu'ils adoptent la nièce de Keka'aniau, Theresa Owana Ka'ōhelelani La'anui (en), fille de son jeune frère, le grand chef Gideon Kailipalaki La'anui II, après sa mort en 1871. Theresa se marie quatre fois et a des descendants de ses premier et deuxième maris : Alexander Cartwright III, fils du chef des pompiers d'Honolulu, Alexander Cartwright, et Robert William Wilcox (en), leader révolutionnaire hawaïen et premier délégué du Congrès du territoire d'Hawaï,,,. Les Pratt adoptent également plus tard la fille cadette d'Alexandre et Theresa, Eva Kuwailanimamao Cartwright, qui épouse Dwight Jarvis Styne et a trois enfants. Les Pratt possèdent une résidence en bord de mer, qu'ils appellent Franklin Villa ou Bath Villa, dans le quartier de Waikīkī à Honolulu. La propriété est vendue en 1897 et fait maintenant partie du Fort DeRussy (en),.

### Instabilité royale
Keka'aniau est présente sur le lit de mort du roi Kamehameha V avec la reine Emma Pauahi et d'autres membres de la cour royale. Elle affirme plus tard que le monarque mourant lui offre le trône avant de demander à Pauahi de lui succéder. Haley note que si cela est vrai, elle aurait été une candidate solide, étant une descendante d'un frère aîné du fondateur du royaume. Aucune des deux femmes n'accepte et Kamehameha V meurt sans nommer d'héritier,,. Ainsi, la Constitution de 1864 du royaume d’Hawaï (en) demande à la législature hawaïenne (en) d’élire le prochain monarque. Par scrutin direct et unanime de la législature, son cousin Lunalilo devient le premier roi élu d'Hawaï. Keka'aniau reçoit une place d'honneur lors de la prorogation de l'Assemblée législative de 1873 aux côtés de la reine Emma, de la grande chef Fanny Kekelaokalani (en) et des épouses des ministres du roi. Après la mort de Lunalilo, les Pratt deviennent partisans de la reine Emma lors de sa candidature infructueuse durant l'élection royale de 1874 contre Kalākaua. Emma promet de récompenser leur loyauté par une nomination gouvernementale en destituant John Owen Dominis du poste de gouverneur d'Oahu et en nommant Pratt à sa place si elle gagne,. Malgré le soutien populaire à la reine douairière, l'assemblée vote par trente-neuf voix contre six en faveur de Kalākaua plutôt qu'Emma. L'annonce qui suit déclenche l'émeute du Palais de Justice d'Honolulu (en) durant laquelle les partisans d'Emma pourchassent et attaquent les législateurs autochtones qui soutiennent Kalākaua. Afin d'apaiser les troubles civils, les troupes américaines et britanniques interviennent avec la permission du gouvernement hawaïen et les émeutiers sont arrêtés.
Au cours des dernières années de la monarchie, les Pratt vivent à San Francisco où son mari est consul général d'Hawaï pour les États du Pacifique de l'Oregon, de Washington, de Californie et du Nevada, de 1892 jusqu'au renversement du royaume d'Hawaï,.
En mars 1893, elle est élue présidente d'honneur de Hui Aloha 'Āina o Na Wahine (en) (ligue patriotique des femmes hawaïennes). Ce groupe patriotique est fondé peu de temps après son homologue masculin pour s'opposer au renversement et aux projets d'annexion des îles aux États-Unis et pour soutenir la reine déchue Lili'uokalani,. Elle démissionne de ce poste le 17 avril 1893, après un différend entre deux factions du groupe sur le texte du mémorial demandant la restauration de la monarchie qui devait être présenté au commissaire américain James Henderson Blount (en) envoyé par le président Grover Cleveland pour enquêter sur le renversement.

### Implication civique

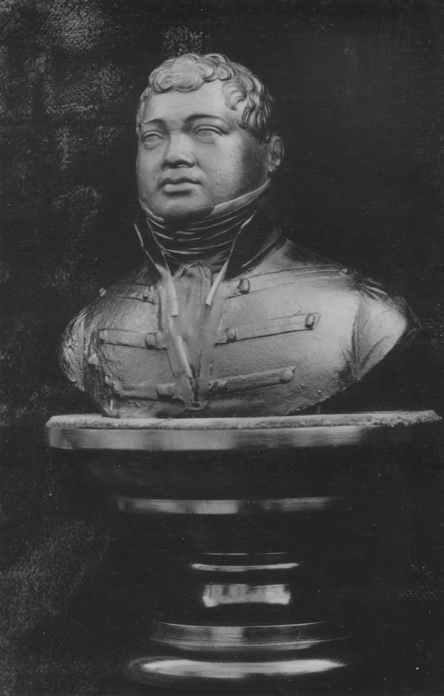
Buste de Kamehameha II, offert au Bishop Museum par Keka'aniau en 1897

Après le renversement en 1893, son mari défend les revendications traditionnelles de Keka'aniau sur les terres de la couronne hawaïenne (en) en tant qu'héritière de Kamehameha III et est démis de ses fonctions gouvernementales de consul hawaïen. Ces terres sont transférées au gouvernement fédéral des États-Unis après l'annexion des îles hawaïennes en 1898. Pendant les tentatives de la reine Lili'uokalani pour demander la restitution et l'indemnisation des terres perdues de la couronne, Keka'aniau et sa nièce Theresa La'anui adressent une pétition en 1903 au sous-comité sénatorial sur les îles du Pacifique et Porto Rico afin de soutenir la pétition de la reine.
En 1895, elle contribue à la fondation de la Hawaiian Relief Society pour venir en aide aux victimes d'une épidémie de choléra dans les îles. Elle cofonde l'organisation avec d'autres femmes hawaïennes de premier plan, dont Emma Kaili Metcalf Beckley Nakuina, Abigail Kuaihelani Campbell (en) et Emilie Widemann Macfarlane (en). Elle est la première vice-présidente de l'organisation.
En raison de son rang et de ses liens avec le passé, Keka'aniau participe à de nombreuses cérémonies civiques. Le 28 juin 1909, Keka'aniau dévoile la tablette de la bataille de Nu'uanu (en) de 1795, qui est installée au belvédère de Pali (en) par l'organisation Daughters of Hawaii (en). Le 17 mars 1912, elle officie avec la reine Lili'uokalani lorsqu'elles dévoilent toutes deux la tablette commémorative Cooke, dédiée à Amos Starr et Juiette Montague Cooke et aux seize élèves de l'école royale, dans le vestibule de l'église de Kawaiaha'o. La cérémonie marque le 100e anniversaire de la naissance de Mme Cooke. Le 17 mars 1914, Keka'aniau officie avec Lili'uokalani lors du dévoilement de la tablette pour le 100e anniversaire de commémoration du roi Kamehameha III. Au cours de la cérémonie, la reine Lili'uokalani représente la dynastie Kalākaua (en) et Keka'aniau représente la dynastie Kamehameha, assises de part et d'autre de la pierre commémorative dans la nef de l'église. Les chaises du palais dans lesquelles elles sont assises sont drapées d'anciennes capes de plumes hawaïennes. La reine tire le cordon pour libérer son étendard royal, tandis que Keka'aniau libère le drapeau hawaïen recouvrant la tablette,.
En 1897, Keka'aniau fait don au Bishop Museum du buste de Kamehameha II qui est offert par le monarque britannique, le roi George IV, à la mort de Kamehameha II lors de sa visite d'État à Londres avec sa reine Kamāmalu en 1825. La couronne britannique achète les somptueux cercueils et réalise le buste selon les traditions royales anglaises lors des funérailles. Elle fait également don au Bishop Museum des objets suivants : deux portraits, 6 colliers de plumes, 15 kāhili, 5 poignées de kāhili, 13 'umeke, 5 bols en noix de coco et 1 tapis Ni'ihau. En 1996, deux de ses kahili sont présentés dans l'exposition du musée intitulée « L'héritage de l'excellence, les points forts de la culture hawaïenne » et sont décrits comme étant les seuls de leur genre.
Après la mort de Liliʻuokalani en 1917, Kekaʻaniau demeurt la dernière survivante de la Royal School. En 1920, Keka'aniau écrit History of Keoua Kalanikupuapa-i-nui: Father of Hawaii Kings, and His Descendants, with Notes on Kamehameha I, First King of All Hawaii, en hommage à son arrière-grand-père Keōua Kalanikupuapa'īkalaninui Ahilapalapa et à ses descendants. Le livre consiste en une histoire généalogique des branches de la maison de Keoua (en), y compris sa famille et la Maison de Kamehameha,.

### Décès et funérailles

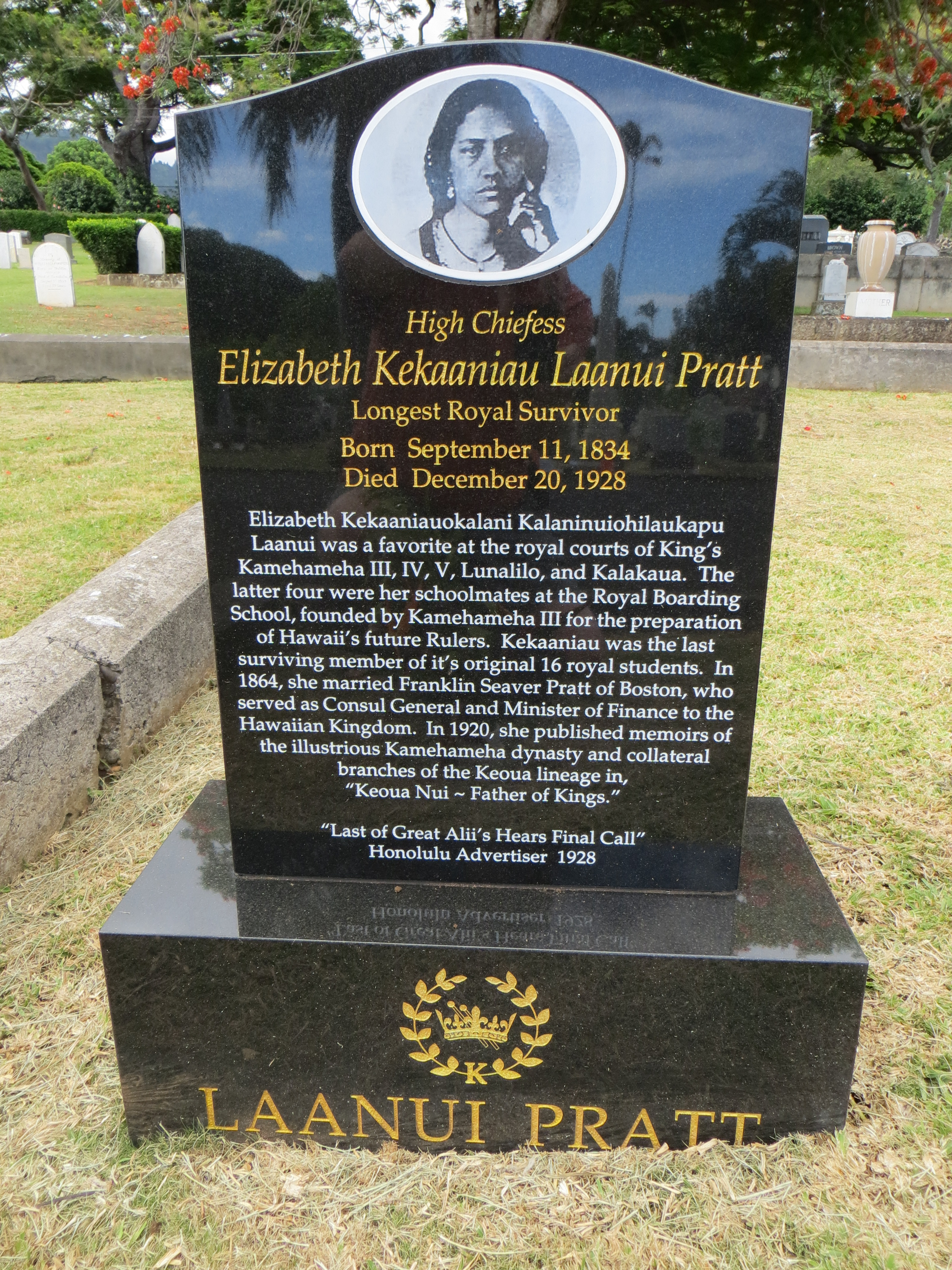
Pierre tombale au cimetière d'Oahu

Dans ses dernières années, Keka'aniau vit au domicile de sa petite-nièce Eva Kuwailanimamao Cartwright Styne au 1036 Kinau Street, Makiki, Honolulu. Le jour de son 94e anniversaire, le 11 septembre 1928, un important contingent de résidents d'Honolulu fait un pèlerinage à son domicile pour orner la résidence d'hommages floraux et offrir des expressions d'affection et de respect. Le Honolulu Star-Bulletin note que la maison de la nonagénaire « était un véritable écrin de fleurs, évoquant de belles fleurs »,. L'une de ses dernières fonctions, en octobre de la même année, consiste à aider à organiser des partenaires pour un quadrille dans une reconstitution historique de la cour de Kamehameha IV et de la reine Emma. Keka'aniau participe au quadrille original de 1856 où elle danse avec Kalākaua. Après une brève maladie, Kekaʻaniau meurt à l'âge de 94 ans au domicile de sa petite-nièce à 9 heures du matin le 20 décembre 1928,.
Bien qu'il n'y ait pas eu de funérailles nationales, la tradition de la mise en bière est observée la veille des funérailles. Les veillées sont dirigées par des membres de deux sociétés royales hawaïennes dont elle est un membre de premier plan : la Māmakakaua (filles et fils de guerriers hawaïens) et la ʻAhahui Kaʻahumanu (Ka'ahumanu Society), dont Kekaʻaniau est la première présidente d'honneur. La princesse Elizabeth Kahanu Kalanianaʻole (en) (Moʻi de Māmakakaua) et Emma Ahuena Taylor (en) (Kuhina Nui de Māmakakaua) dirigent les veillées,.
Les funérailles ont lieu à l'église de Kawaiahaʻo par le révérend Akaiko Akana (en) à 15h30 le 23 décembre. Le cercueil gris argenté est drapé de deux 'ahu'ula, ou manteaux de plumes, symbolisant le rang qu'elle occupait dans les deux sociétés royales. Le gouverneur territorial Wallace Rider Farrington (en), l'ancien gouverneur Walter F. Frear (en), et l'ancien maire d'Honolulu John C. Lane (en) rejoignent les familles éminentes de lignée principale des deux sociétés royales lors des services funèbres. John C. Lane et le colonel Curtis P. Iaukea sont deux des six porteurs. Après la cérémonie, qui n'a duré qu'une demi-heure, les personnes en deuil accompagnent le cercueil jusqu'à son dernier lieu de sépulture où Akana lit le service funéraire en hawaïen. Conformément à sa demande, Keka'aniau est enterrée avec une cérémonie solennelle à côté de son mari au cimetière d'O'ahu.

## Descendants et postérité

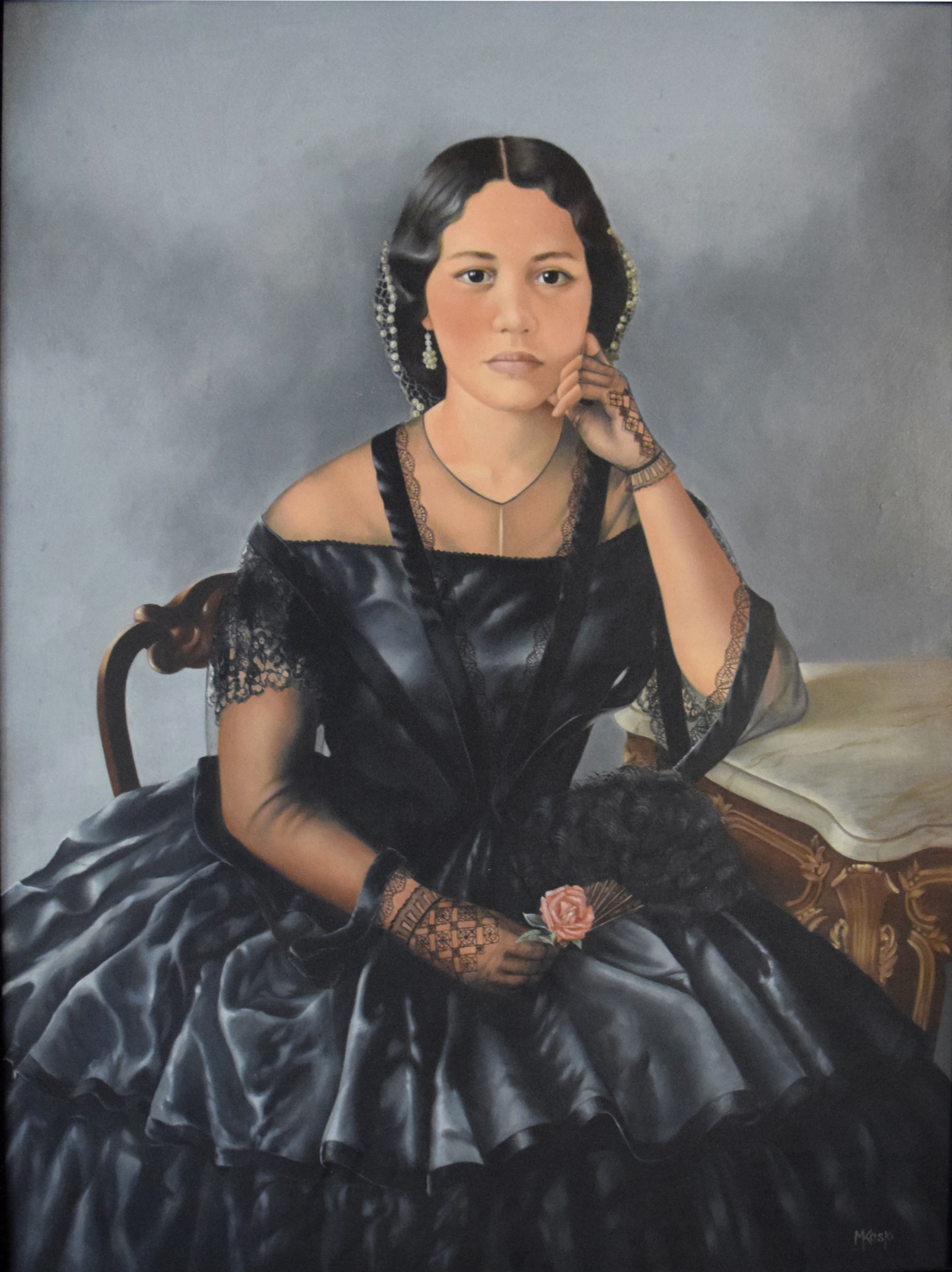
Portrait d'Elizabeth Keka'aniau à l'église de Kawaiaha'o, par Mary Koski, 1985

Les descendants de sa nièce Theresa Laʻanui  continuent de prétendre être les successeurs légitimes de la lignée Kamehameha et revendiquent les terres de la couronne hawaïenne. Ils fondent leurs revendications sur le statut de Keka'aniau en tant que dernier membre survivant de l'École royale choisie par Kamehameha III pour être éligible au trône du royaume d'Hawaï. Un membre contemporain notable de cette famille est la musicienne et activiste hawaïenne Owana Salazar (en) qui, avec son fils, est impliquée dans le groupe activiste hawaïen Ka Lāhui Hawaiʻi de 1988 à 1998 ,,.
Le livre de Keka'aniau de 1920 est réédité en 1999 sous le titre Keoua: Father of Kings par son arrière-arrière-petit-neveu, David Castro. Il est réédité en 2009. Castro écrit également une biographie d'elle intitulée Princess Elizabeth Kekaaniau Laanui: Member of the Kamehameha Dynasty, Eligible to the Hawaiian Throne en 2008 ,,,.
Le 15 septembre 1985, un portrait peint de Keka'aniau est dévoilé à l'église de Kawaiaha'o par Helena Kalokuokamaile Wilcox (en) (mère d'Owana Salazar). L’œuvre d’art est réalisée par l’artiste Mary Koski, connue pour son style de peinture flamand-néerlandais et réaliste. Ce tableau se trouve maintenant sur un chevalet dans le banc royal de l'église de Kawaiahaʻo, où Kekaʻaniau siégeait autrefois avec le roi Kamehameha III et d'autres étudiants de l'école royale. En 1989, un deuxième tableau est installé dans la bibliothèque de l’école élémentaire royale moderne d’Honolulu,.

## Lectures complémentaires
- David Castro, High Chief Kalokuokamaile: The Older Brother of Kamehameha 1st, Honolulu, Ke Aliʻi Publishing, 1998 (ISBN 978-0-9669586-0-7, OCLC 43286937)
- Amos Starr Cooke et Juliette Montague Cooke, The Hawaiian Chiefs' Children's School, Rutland, VT, C. E. Tuttle Co., 1970, Revised éd. (1re éd. 1937) (ISBN 978-0-8048-0881-1, OCLC 1185695, lire en ligne)
- Lydia K. Menton, "Everything that is lovely and of good report" : the Hawaiian Chiefs' Children's School, 1839–1850, Honolulu, University of Hawaiʻi at Mānoa, 1982 (OCLC 9551241)
- Rosemary I. Patterson, Kula Keiki Aliʻi: A Novel Partially Based on the Effect of the Chief's Children's School on Hawaii's Monarchs, Rosemary I. Patterson, Ph.D., 2006, Second éd. (1re éd. 1996) (ISBN 978-1-4196-4875-5, lire en ligne)
- Elizabeth Kekaaniauokalani Kalaninuiohilaukapu Pratt, Keoua: Father of Kings, Honolulu, Ke Aliʻi Publishing, 1999 (ISBN 978-0-9669586-2-1, OCLC 45588513)